# Epicureism
Epicureismul  (variantă: epicurism) este doctrina morală a lui Epicur și a discipolilor săi bazată pe teoria etică a fericirii raționale a individului. De asemenea, epicureismul a fost un curent de reconsiderare a ideilor lui Epicur în Renaștere și în filosofia iluministă și materialistă din sec. XVII-XVIII.
Termenul epicureism este, etimologic, un substantiv format pornind de la numele lui Epicur. Sensul extins al termenului face referire la o căutare exclusivă și excesivă a plăcerii. În sens strict, termenul epicureism se referă la o doctrină a lui Epicur și a discipolilor săi (spre exemplu, Lucrețiu), fondată pe baza idealului de înțelepciune potrivit căruia fericirea, adică liniștea sufletului (ataraxia) este scopul moralei; această doctrină ne învață să nu ne fie teamă nici de zei, nici de moarte (conform materialismului) și să căutăm plăcerile simple și naturale ale vieții (conform hedonismului).

## Istoric
Epicureismul s-a dezvoltat în Antichitate, atât în Grecia, prin Epicur, cât și la Roma, prin Lucrețiu, în circumstanțe marcate de tulburări politice. Evul Mediu creștin îl va oculta și va contribui foarte mult la alterarea sensurilor sale, răspândind povestea epicurianului care aleargă după satisfacții, poveste care nesocotea idealul de înțelepciune propriu epicureismului antic. Acesta din urmă va fi reconsiderat în perioada Renașterii prin Montaigne și parțial în secolul al XVII-lea prin Gassendi și Hobbes.

## Descrierea filosofiei
Filosofia lui Epicur este constituită din trei părți: cea canonică, ce expune regulile adevărului; fizica (din grecescul „physis”, «natură»), care propune o explicație filosofică a naturii; și morala, care tratează despre condițiile vieții fericite. Ordinea acestor trei părți este importantă deoarece ea corespunde sistemului lui Epicur. Etica este în fapt scopul filosofiei, care are ca fundament fizica: ea oferă, grație canonicii, cunoașterea naturii, care îi va permite înțeleptului să fie fericit.
Canonica
Criteriile adevărului sunt senzațiile, căci ele ne pun în contact cu lucrurile exterioare. Corpurile emit particule fine («simulacre»), care întâlnesc simțurile noastre și permit astfel reprezentarea sensibilă. Aceasta nu este deci «subiectivă» sau înșelătoare: prin «simulacre» ea ne pune în contact cu lucrurile. Senzațiile repetate lasă în noi amprente care ne permit anticiparea percepției, prin intermediul căreia noi putem recunoaște obiectele.
Fizica
Urmând învățăturile lui Democrit (sec. V î.Cr.), Epicur propune o explicație atomistă a naturii: lumea este compusă din elemente materiale minuscule și indivizibile, atomii. În starea inițială, aceștia se deplasează în vid și, prin întâlnirea lor și prin diversele lor legături, formează lucrurile și ființele. Astfel, nimic nu se naște din nimic: tot ceea ce există nu este decât o anumită combinație de atomi; de asemenea, moartea reprezintă descompunearea unui corp în elementele sale «atomice».
Epicur este deci materialist: deoarece orice lucru este o combinație de atomi, orice lucru este de natură materială. Sufletul însăși este o compoziție de atomi; iar ordinea lumii nu este rezultatul unui plan rațional sau al exercitării unei inteligențe divine, ci al hazardului. Ea s-a format prin jocul mecanic și orb de combinații atomice. Astfel, există o infinitate de lumi, iar cosmosul nu este veșnic.
În ceea ce îi privește pe zei (și ei materiali), ei există, dar, fericiți și independenți, tot așa cum vor să ajungă și înțelepții, ei se dezinteresează de lume și de lucrurile omenești.
Morala
În epicurianism, numai ataraxia (în limba greacă «absența tulburării») ca și concepție despre natură poate fonda o morală autentică, eliberându-ne de mitologiile populare, de spaime sau de superstițiile care se alimentează în realitate din ignoranța noastră cu privire la natura lucrurilor.
Astfel, dacă zeii sunt indiferenți, nu avem de ce să ne temem de ei. Dacă sufletul nu este decât un compus material din atomi, nu avem de ce să ne temem nici de călătoria lui în regatul morții sau în legătură cu diferitele reîncarnări, credințe obișnuite pentru greci.
Nu avem de ce să ne temem de moarte, care este descompunerea compusului material din care suntem alcătuiți, corp și suflet și care nu este deci, decât privare de senzații. Moartea nu înseamnă nimic pentru noi, căci atunci când suntem noi, ea nu este, iar când survine, noi nu mai suntem.
Întrucât nu există lumea de dincolo, fericirea înțeleptului trebuie să se realizeze în această lume. Senzația, care este criteriul cunoașterii, este, de asemenea, și ghidul care ne face să căutăm plăcerea și să fugim de durere. Această fericire va consta deci în satisfacerea plăcerilor, printre care, acelea ale inteligenței. Morala epicurianistă este un hedonism care nu constituie o apologie a plăcerii și a lipsei de măsură ci o promovare a unei juste reglementări a plăcerilor, viața înțeleptului fiind temperată, contemplativă și virtuoasă.